# 森岡皐
森岡 皐（もりおか すすむ、1889年（明治22年）4月15日 - 1959年（昭和34年）11月19日）は、日本の陸軍軍人。最終階級は陸軍中将。

## 経歴
広島県出身。森岡雄夫の長男として生まれる。1910年（明治43年）5月、陸軍士官学校（22期）を卒業。同年12月、歩兵少尉に任官し歩兵第63連隊付となる。1920年（大正9年）11月、陸軍大学校（32期）を卒業し歩兵第63連隊中隊長となる。
1921年（大正10年）6月、陸士教官に就任し、台湾軍参謀、参謀本部付（重慶、北京駐在）、参謀本部員、歩兵第4連隊大隊長、奉天特務機関補佐官、歩兵第48連隊付、参謀本部付（漢口駐在）を務め、1934年（昭和9年）8月、歩兵大佐に昇進し近衛師団司令部付（立教大学配属将校）となった。
1935年（昭和10年）12月、吉林特務機関長に就任。近衛歩兵第3連隊長を経て、1938年（昭和13年）3月、陸軍少将に進級し天津特務機関長に発令された。漢口特務機関長、興亜院華北連絡部次長、同華北連絡部長官を歴任し、1940年（昭和15年）12月、陸軍中将に進んだ。
1941年（昭和16年）3月、第16師団長に親補され太平洋戦争を迎え、フィリピンの戦いに参戦し、その後、フィリピンの守備を担った。1942年（昭和17年）8月、予備役に編入され、以後、華北貿易総連合会会長、華北綜合調査所理事長を務めた。
1947年（昭和22年）11月28日、公職追放仮指定を受けた。

## 親族
歌人の森岡貞香は長女。

## 栄典
位階
- 1911年（明治44年）3月10日 - 正八位[6]
- 1914年（大正3年）2月10日 - 従七位[7]
- 1919年（大正8年）3月20日 - 正七位[8]

勲章
- 1940年（昭和15年）8月15日 - 紀元二千六百年祝典記念章[9]